# BABYMETAL (アルバム)
『BABYMETAL』（ベビーメタル）は、日本の女性メタルダンスユニットBABYMETALの1作目のスタジオ・アルバム。2014年2月26日にBMD FOX RECORDS（トイズファクトリー）より発売された。

## 構成
当アルバムは全13曲から構成されており、デビュー曲「ド・キ・ド・キ☆モーニング」、キバオブアキバとのスプリットCDに収録されている「いいね!」、初の単独でのインディーズCDシングル「ヘドバンギャー!!」、メジャーデビューシングル「イジメ、ダメ、ゼッタイ」、アルバムリリース時点での最新シングル「メギツネ」他、新曲も収録されている。メンバーのSU-METAL（中元すず香）は、「ベスト的なアルバム」であると述べている。

## リリース
当アルバムのリリースは、2013年12月21日に行われたライブ「LEGEND "1997" SU-METAL聖誕祭」で発表された。その後、2014年1月24日までにタイトル『BABYMETAL』と収録内容・ジャケットが発表された。
リリース形態は、初回生産限定盤（CD+DVD）・通常盤（CDのみ）となっている。DVDには、シングル曲5曲のミュージック・ビデオ、オーディオコメンタリー、アルバムに収録されている新曲「ギミチョコ!!」のライブ映像、「SUMMER SONIC 2013」でのライブ映像が収録されている。
その他、メンバーズサイト「BABYMETAL APOCALYPSE WEB」会員限定で数量限定販売された「BABYMETAL APOCALYPSE LIMITED EDITION」（CD+ブックレット）もリリースされている。同エディションには「紅月-アカツキ-（Unfinished ver.）」「4の歌（444 ver.）」が限定収録されている。
2014年2月25日には、「世界最速販売“25の祭”」と題し、タワーレコード新宿店で午前0時（2月24日の24時）より当アルバムの発売が行われた。
2014年7月26日には、「BABYMETAL WORLD TOUR 2014」の開催を記念して初回生産限定盤がアンコールプレスされ、2015年6月17日には、「BABYMETAL WORLD TOUR 2015」の開催を記念して完全限定生産の12inchiアナログ盤（LP）がリリースされた。
また、ボーナストラックが追加された海外盤も製作され、EU盤が13カ国、US盤が3カ国にて、それぞれ海外レーベルより2015年5月から順次リリースされた。

## プロモーション、パフォーマンス
2014年2月7日、ミュージックステーションに初出演し、当アルバム収録曲「イジメ、ダメ、ゼッタイ」のパフォーマンスを披露した。また、アルバムの発売と前後していくつかの雑誌への露出が行われた。2月10日に発売された雑誌『MARQUEE』では、表紙＆全21頁の第1特集に起用され、アルバムに関するメンバーインタビュー、プロデューサーKOBAMETALのインタビューなどが掲載された。2月26日に発売された雑誌『ヘドバン』では、巻頭特集に起用され、アルバムに関するインタビューなどが掲載された。タワーレコードでは「店別スペシャルプラン」として、スペシャル衣装展示、スペシャル・パネル展が行われた。

## ツアー
アルバムリリース週の2014年3月に日本武道館公演を行い、アルバムの全収録曲を披露した。同年、自身初の世界ツアーとなる「BABYMETAL WORLD TOUR 2014」を開催し、7月にヨーロッパ、9月に日本を巡った。また、2015年には2度目の世界ツアー「BABYMETAL WORLD TOUR 2015」を開催し、同年5月から6月にかけて日本を含む北米とヨーロッパでツアーを行った。その後、同年8月にヨーロッパツアーの追加公演が、9月から12月にかけてはワールドツアーの追加公演として自身初の全国ツアー「BABYMETAL WORLD TOUR 2015 in JAPAN」が開催され、全国のZeppを回り横浜アリーナ公演で閉幕した。

## 批評
| 専門評論家によるレビュー                   | 専門評論家によるレビュー |
| レビュー・スコア                           | レビュー・スコア         |
| 出典                                       | 評価                     |
| ------------------------------------------ | ------------------------ |
| 『ローリング・ストーン日本版』（南波一海） | [ 7 ]                    |
| 『ミュージック・マガジン』（宗像明将）     | 肯定的                   |
| 『CDジャーナル』（安田謙一）               | 肯定的                   |
| 『M-ON! MUSIC』（山村哲也）                | 肯定的                   |
| 『ヘドバン』（梅沢直幸 他）                | 肯定的                   |

南波一海は雑誌『ローリング・ストーン日本版』において、「クオリティ、ヘヴィネス、ユーモア、かわいらしさ」について高評価を与えた。
宗像明将は雑誌『ミュージック・マガジン』において、当アルバムの楽曲のジャンルの多様性について「ヘヴィ・メタルとは書いたものの（中略）相当なカオス」と表現し、「ヘヴィ・メタルに興味がなくても楽しめる怪作」と評価した。
楽曲のジャンルの多様性については、土屋恵介も雑誌『MARQUEE』において、「ヘヴィメタルを軸にヒップホップやエレクトロなどが入った様々なサウンド」と触れている。
安田謙一は雑誌『CDジャーナル』において、当アルバムの収録曲各々について評価した上で「アイドルとメタルの融合」というBABYMETALの路線について「アイドルとメタル。様式美と様式美の正面衝突はとても鮮やかで、清々しいものだった」と高評価した。
山村哲也はWEBサイト『M-ON! MUSIC』において、「スラッシュ、メロスピ、デス、コアといったあらゆるヘビーメタル・サウンドを軸にピコリーモやデジロック、トランス等のシンセ・サウンドが融合したアルバムは、BABYMETALというロック・ファンタジー・ワールドへの入り口。」と述べている。
雑誌『ヘドバン』では、編集長の梅沢直幸は「「4の歌」だけのために2000円払う価値がある」、柴那典は「海外や異文化からの入門編として機能させるなら、これ以上ないクオリティの内容」、共に元BURRN!編集部員で現フリーの音楽ライターである増田勇一、Jun Kawaiは「これは作品ではなく製品だ、と揶揄する向きもあるだろうが、実際、製品としての完成度の高さは無視できないし、ここまでいちいちツボを突かれると気持ち良さを否定するのには無理がある（増田）」「各トラックでしっかりとメタルの醍醐味を取り入れている（Kawai）」と、それぞれ高く評価している。
称賛/栄誉
2015年3月9日に「第7回 CDショップ大賞」で大賞を受賞し、授賞式に出席したSU-METALが記念の楯を授与された。

## チャート成績

### JP盤
日本
日本においては、オリコンでは2014年3月1日付デイリーランキングで1位を獲得し、3月10日付週間ランキングで37,463枚を売り上げ4位となり、2月の月間ランキングで10位に、年間ランキングで52位となった。また、ビルボードジャパンの集計では3月10日付トップアルバムセールスチャートで初動約31,000枚を売上げ2位となり、年間トップアルバムセールスチャートで57位となった。なお、日本でのデジタル配信も含めた累計販売数については、2014年12月に10万枚を、2015年12月には約30万枚を突破した。その他、限定生産のLPはオリコンでデイリー10位、週間20位を記録した。
日本国外
日本国外においてはデジタル配信のみの展開となり、iTunes Storeにてアメリカ、カナダ、イギリス、ドイツなどのメタルアルバムチャートで1位、アメリカ、イギリス、ドイツ、台湾、インドネシアなどのロックアルバムチャートで1位を獲得した。
アメリカのビルボードでは、2014年3月22日付のビルボード 200チャートで187位にチャートイン、同チャートへのランクインは日本人アーティストの中で最年少記録となった。なお、2015年5月21日時点でのアルバム単位の累計ダウンロード数は2万弱、同年8月26日時点で2万6000を超えた。

### EU盤
イギリスのオフィシャル・チャート・カンパニー（英語版）では、2015年6月13日付けのアルバム・セールスで86位にチャートインしたほか、全英アルバムチャートにてトップ100圏外ではあるが103位を記録した。また、スコティッシュ・アルバム（スコットランドの音楽チャート）で91位にランクインした。
その他のヨーロッパの地域では、ドイツのオフィジエル・ドイチェ・チャートにおける6月5日付のトップ100・アルバムチャートで95位、オーストリアのアオストリアンチャート（エードライ・アオストリア・トップ40）における6月19日付のアルブン・トップ75で69位、オランダのダッチ・チャートにおける6月6日付のアルバム・トップ100で90位、ベルギー（フランデレン地域）のウルトラトップにおける6月13日付の200アルバムで181位を記録した。
日本のオリコンでは、6月15日付週間ランキングで20位に初登場した（翌週には18位に上昇）。

## 収録トラック

### CD・配信（JP/EU/US盤）
※通常盤/初回生産限定盤共通
| #         | タイトル                        | 作詞                              | 作曲                             | 編曲              | 時間  |
| --------- | ------------------------------- | --------------------------------- | -------------------------------- | ----------------- | ----- |
| 1.        | 「BABYMETAL DEATH」             | KITSUNE of METAL GOD              | KITSUNE of METAL GOD             | Yuyoyuppe         | 5:48  |
| 2.        | 「メギツネ」                    | MK-METAL、NORiMETAL               | NORiMETAL                        | Yuyoyuppe         | 4:08  |
| 3.        | 「ギミチョコ!!」                | MK-METAL、KxBxMETAL               | TAKESHI UEDA                     | TAKESHI UEDA      | 3:52  |
| 4.        | 「いいね!」                     | 中田カオス                        | Mish-Mosh                        | daiki kasho       | 4:11  |
| 5.        | 「紅月-アカツキ-」              | NAKAMETAL、TSUBOMETAL             | TSUBOMETAL                       | 教頭              | 5:27  |
| 6.        | 「ド・キ・ド・キ☆モーニング」   | ナカメタル                        | のりぞー、村カワ基成             | SOH、村カワ基成   | 3:46  |
| 7.        | 「おねだり大作戦」              | 中田カオス、RYU-METAL、FUJI-METAL | TEAM-K                           | tatsuo、KxBxMETAL | 3:17  |
| 8.        | 「4の歌」                       | BLACK BABYMETAL                   | BLACK BABYMETAL                  | tatsuo、KxBxMETAL | 4:04  |
| 9.        | 「ウ・キ・ウ・キ★ミッドナイト」 | RYU-METAL、FUJI-METAL、中田カオス | TEAM-K                           | Yuyoyuppe         | 3:19  |
| 10.       | 「Catch me if you can」         | EDOMETAL                          | NARASAKI                         | NARAMETAL         | 3:57  |
| 11.       | 「悪夢の輪舞曲」                | ゆよゆっぺ                        | ゆよゆっぺ                       | Yuyoyuppe         | 3:36  |
| 12.       | 「ヘドバンギャー!!」            | 江戸メタル、ナカメタル            | NARASAKI                         | NARAMETAL         | 4:02  |
| 13.       | 「イジメ、ダメ、ゼッタイ」      | NAKAMETAL、TSUBOMETAL             | KxBxMETAL、TSUBOMETAL、TAKEMETAL | 教頭              | 6:06  |
| 合計時間: | 合計時間:                       | 合計時間:                         | 合計時間:                        | 合計時間:         | 55:33 |

| #   | タイトル                                                                            | 作詞 | 作曲・編曲 |
| --- | ----------------------------------------------------------------------------------- | ---- | ---------- |
| 1.  | 「BABYMETAL DEATH」                                                                 |      |            |
| 2.  | 「Megitsune」                                                                       |      |            |
| 3.  | 「Gimme Chocolate!!」                                                               |      |            |
| 4.  | 「line!」                                                                           |      |            |
| 5.  | 「Akatsuki」                                                                        |      |            |
| 6.  | 「Doki Doki Morning」                                                               |      |            |
| 7.  | 「Onedari Daisakusen」                                                              |      |            |
| 8.  | 「Song 4」                                                                          |      |            |
| 9.  | 「Uki Uki Midnight」                                                                |      |            |
| 10. | 「Catch me if you can」                                                             |      |            |
| 11. | 「Rondo of Nightmare」                                                              |      |            |
| 12. | 「Headbangeeeeerrrrr!!!!!」                                                         |      |            |
| 13. | 「Ijime, Dame, Zettai」                                                             |      |            |
| 14. | 「Road of Resistance（feat. Herman Li & Sam Totman of Dragonforce） (BONUS TRACK)」 |      |            |
| 15. | 「Gimme Chocolate!!（Live at O2 Academy Brixton, London） (BONUS TRACK)」           |      |            |

### 初回生産限定盤特典DVD（JP/EU盤）
MUSIC CLIP
※JP盤のみオーディオコメンタリートラック収録
1. ド・キ・ド・キ☆モーニング / Doki Doki ☆ Morning
2. いいね! / line!
3. ヘドバンギャー!! / Headbangeeeeerrrrr!!!!!
4. イジメ、ダメ、ゼッタイ / Ijime, Dame, Zettai
5. メギツネ / Megitsune

LIVE MUSIC CLIP
1. ギミチョコ!!（from LEGEND “1997” SU-METAL 聖誕祭 at 幕張メッセイベントホール Dec/21/2013） / Gimme Chocolate!!

LIVE FROM SUMMER SONIC 2013
※JP盤のみ収録
1. BABYMETAL DEATH
2. メギツネ
3. Catch me if you can
4. ヘドバンギャー!!
5. イジメ、ダメ、ゼッタイ

### WEB会員限定盤CD（JP盤）
| #   | タイトル                              | 作詞 | 作曲・編曲 |
| --- | ------------------------------------- | ---- | ---------- |
| 1.  | 「BABYMETAL DEATH」                   |      |            |
| 2.  | 「メギツネ」                          |      |            |
| 3.  | 「ギミチョコ!!」                      |      |            |
| 4.  | 「いいね!」                           |      |            |
| 5.  | 「紅月-アカツキ-（Unfinished ver.）」 |      |            |
| 6.  | 「ド・キ・ド・キ☆モーニング」         |      |            |
| 7.  | 「おねだり大作戦」                    |      |            |
| 8.  | 「4の歌（444 ver.）」                 |      |            |
| 9.  | 「ウ・キ・ウ・キ★ミッドナイト」       |      |            |
| 10. | 「Catch me if you can」               |      |            |
| 11. | 「悪夢の輪舞曲」                      |      |            |
| 12. | 「ヘドバンギャー!!」                  |      |            |
| 13. | 「イジメ、ダメ、ゼッタイ」            |      |            |

### 完全限定生産盤LP（JP/US盤）
※タイトルの()内はUS盤表記
| #  | タイトル                             | 作詞 | 作曲・編曲 |
| -- | ------------------------------------ | ---- | ---------- |
| 1. | 「BABYMETAL DEATH」(BABYMETAL DEATH) |      |            |
| 2. | 「メギツネ」(Megitsune)              |      |            |
| 3. | 「ギミチョコ!!」(Gimme Chocolate!!)  |      |            |
| 4. | 「いいね!」(line!)                   |      |            |

| #  | タイトル                                           | 作詞 | 作曲・編曲 |
| -- | -------------------------------------------------- | ---- | ---------- |
| 1. | 「紅月-アカツキ-」(Akatsuki)                       |      |            |
| 2. | 「ド・キ・ド・キ☆モーニング」(Doki Doki ☆ Morning) |      |            |
| 3. | 「おねだり大作戦」(Onedari Daisakusen)             |      |            |

| #  | タイトル                                            | 作詞 | 作曲・編曲 |
| -- | --------------------------------------------------- | ---- | ---------- |
| 1. | 「4の歌」(Song 4)                                   |      |            |
| 2. | 「ウ・キ・ウ・キ★ミッドナイト」(Uki Uki ★ Midnight) |      |            |
| 3. | 「Catch me if you can」(Catch me if you can)        |      |            |

| #  | タイトル                                        | 作詞 | 作曲・編曲 |
| -- | ----------------------------------------------- | ---- | ---------- |
| 1. | 「悪夢の輪舞曲」(Rondo of Nightmare)            |      |            |
| 2. | 「ヘドバンギャー!!」(Headbangeeeeerrrrr!!!!!)   |      |            |
| 3. | 「イジメ、ダメ、ゼッタイ」(Ijime, Dame, Zettai) |      |            |

## クレジット
メンバー
- SU-METAL - ボーカル、ダンス
- YUIMETAL - スクリーム、ダンス
- MOAMETAL - スクリーム、ダンス

制作
- KOBAMETAL - プロデュース
- Tucky(parasight mastering) - マスタリング・エンジニア
- Shimon Tanaka - アートディレクション、イラストレーション、デザイン
- Yoko Nakajima(SMC) - アートワーク・コーディネーション
- HITOMETAL、KOBAMETAL - マネジメント
- DERAMETAL - A&Rディレクター
- AKIMETAL - A&Rプロモーション
- TACKMETAL - セールスプロモーション
- CHIBAMETAL、INABAMETAL - エグゼクティブ・プロデューサー

## サポートミュージシャン
レコーディング
- 「紅月-アカツキ-」「イジメ、ダメ、ゼッタイ」
  - Leda - ギター、ベース
- 「おねだり大作戦」「4の歌」
  - tatsuo - ギター、ベース

ライブ
※初回生産限定盤特典DVD（JP盤）収録「LIVE FROM SUMMER SONIC 2013」
- 神バンド（バックバンド）
  - 大村孝佳 - ギター
  - Leda - ギター
  - BOH - ベース
  - 青山英樹 - ドラムス

## チャート一覧

### JP盤
| 地域            | チャート（週間）         | 最高順位 |
| オリコン        | オリコン                 | オリコン |
| --------------- | ------------------------ | -------- |
| 日本            | 週間CDアルバムランキング | 4        |
| Billboard JAPAN |                          |          |
| 日本            | Hot Albums               | 12       |
| 日本            | Top Albums Sales         | 2        |
| Billboard       |                          |          |
| アメリカ        | Billboard 200            | 187      |

| 地域                                | チャート（年間）                   | 最高順位 |
| オリコン                            | オリコン                           | オリコン |
| ----------------------------------- | ---------------------------------- | -------- |
| 日本                                | 年間CDアルバムランキング（2014年） | 52       |
| Billboard JAPAN                     |                                    |          |
| 日本                                |                                    |          |
| Hot Albums Year End（2015年）       | 76                                 |          |
| Hot Albums Year End（2016年）       | 58                                 |          |
| Top Albums Sales Year End（2014年） | 57                                 |          |

### EU盤
| 地域                               | チャート（週間）               | 最高順位                |
| Official Charts Company            | Official Charts Company        | Official Charts Company |
| ---------------------------------- | ------------------------------ | ----------------------- |
| イギリス                           | Albums Chart Top 100           | 103                     |
| スコットランド                     | Scottish Albums Chart Top 100  | 91                      |
| Offizielle Deutsche Charts         |                                |                         |
| ドイツ                             | TOP 100 ALBUM-CHARTS           | 95                      |
| austriancharts (Ö3 Austria Top 40) |                                |                         |
| オーストリア                       | Alben Top 75                   | 69                      |
| Dutch Charts                       |                                |                         |
| オランダ                           | ALBUM TOP 100                  | 90                      |
| Ultratop                           |                                |                         |
| ベルギー                           | 200 ALBUMS（フランデレン地域） | 181                     |
| オリコン                           |                                |                         |
| 日本                               | 週間CDアルバムランキング       | 18                      |

## 認定
2014年12月には国内累計出荷枚数が10万枚を突破し、一般社団法人・日本レコード協会からゴールドディスク認定を受けた。

## リリース日一覧
| 盤 | 地域                                                                        | リリース日     | レーベル                                     | 規格         | カタログ番号                    |
| -- | --------------------------------------------------------------------------- | -------------- | -------------------------------------------- | ------------ | ------------------------------- |
| JP | 日本                                                                        | 2014年2月26日  | BMD FOX RECORDS（TOY'S FACTORY、AMUSE INC.） | CD CD+DVD CD | TFCC-86461 TFCC-86460 PPTF-8058 |
| JP | 日本                                                                        | 2014年7月26日  | BMD FOX RECORDS（TOY'S FACTORY、AMUSE INC.） | CD+DVD       | TFCC-86460X                     |
| JP | 日本                                                                        | 2015年6月17日  | BMD FOX RECORDS（TOY'S FACTORY、AMUSE INC.） | LP           | TFJC-38024                      |
| EU | ドイツ スウェーデン フィンランド スペイン                                   | 2015年5月29日  | earMUSIC                                     | CD CD+DVD    | EMU-0210395 EMU-0210400         |
| EU | イギリス フランス ベルギー オランダ ポーランド スイス ノルウェー デンマーク | 2015年6月1日   | earMUSIC                                     | CD CD+DVD    | EMU-0210395 EMU-0210400         |
| EU | イタリア                                                                    | 2015年6月2日   | earMUSIC                                     | CD CD+DVD    | EMU-0210395 EMU-0210400         |
| US | メキシコ                                                                    | 2015年5月18日  | RAL（Sony Music Entertainment）              | CD           | RAL96922                        |
| US | アメリカ                                                                    | 2015年6月16日  | RAL（Sony Music Entertainment）              | CD           | RAL96922                        |
| US | カナダ                                                                      | 2015年6月18日  | RAL（Sony Music Entertainment）              | CD           | RAL96922                        |
| US | アメリカ                                                                    | 2016年1月15日  | RAL（Sony Music Entertainment）              | LP           | RAL509692                       |
| RU | ロシア                                                                      | 2015年11月30日 | SOYUZ MUSIC（Edel）                          | CD           | SZCD 6287-15                    |

## カバー
2015年には、ジャズピアニストの西山瞳率いるNHORHMが収録曲「悪夢の輪舞曲」をカバーアルバム『New Heritage Of Real Heavy Metal』の中でカバーした。